# Павловка (Старошайговський район)
Па́вловка (рос. Павловка, ерз. Павловка) — присілок у складі Старошайговського району Мордовії, Росія. Входить до складу Богдановського сільського поселення.
Населення — 3 особи (2010; 20 у 2002).
Національний склад (станом на 2002 рік):
- росіяни — 100 %